# Olfa Benouda
Olfa Benouda (arabe : ألفة بنعودة), de son nom complet Olfa Benouda Sioud (arabe : ألفة بنعودة الصيود), est une universitaire et femme politique tunisienne, ministre de l'Enseignement supérieur et de la Recherche scientifique de 2020 à 2021.

## Biographie

### Carrière académique et professionnelle
Titulaire d'un doctorat en gestion de l'université Paris-Dauphine (France), elle devient professeure en finance à l'Institut des hautes études commerciales de Carthage puis accède à la vice-présidence de l'université de Carthage en 2011,. Après y avoir occupé plusieurs fonctions administratives et académiques (directrice du département finance, directrice des études et des stages, directrice du laboratoire LEFA, etc.), elle en devient présidente en 2017,.
En parallèle, elle est membre de conseils d'administration de sociétés financières, de conseils d'institutions académiques et du Conseil national d'analyses économiques rattaché à la Présidence du gouvernement,.

### Carrière politique
Le 2 septembre 2020, elle est nommée ministre de l'Enseignement supérieur et de la Recherche scientifique dans le gouvernement de Hichem Mechichi. Elle est la première femme à occuper cette fonction de plein exercice (Lobna Jribi l'ayant été à titre intérimaire plus tôt la même année).

### Vie privée
Olfa Benouda est mariée et mère de trois enfants,.

## Distinctions
- Ordre tunisien du Mérite dans le domaine de l'éducation (2019)
- Officier de l'ordre des Palmes académiques (France)[1],[2].